# Фёдоров, Григорий Фёдорович (революционер)
Григо́рий Фёдорович Фёдоров (1891, Санкт-Петербург — 1936, Москва) — русский революционер и советский партийный и профзоюзный деятель.

## Биография
Родился 19 ноября 1891 года в Санкт-Петербурге в семье чернорабочего Невского судостроительного завода.
В 1907 году подобно отцу поступает чернорабочим на городскую водокачку и вступает в нелегально действовавшую при культурно-просветительном обществе «Наука» большевистскую организацию. Вскоре становится членом правления общества, ведёт пропагандистскую работу на Песках и Петроградской стороне. В 1908 году, работая слесарем на телефонной станции, избран уполномоченным в профсоюз металлистов. Затем участвует в создании газеты «Звезда». За участие в первомайской забастовке 1911 года был уволен, а вскоре за принадлежность к большевистской партии арестован. После четырёх месяцев тюрьмы освобождён под гласный надзор полиции. Был вынужден уехать в Гельсингфорс, где находит работу в порту. В 1912 году вернулся в Санкт-Петербург, поступает на завод «Промет», избирается в нелегальный райком, затем — в городской комитет РСДРП. В 1914 году вторично арестован и выслан из столицы. Переехал в Москву, где работал в Московском комитете РСДРП. Здесь вновь арестован за антивоенную пропаганду. Освобождённый для отправки в солдаты, с поддельными документами переезжает на Урал, затем — на нелегальном положении в Петрограде.
Активный участник Февральской революции 1917 года: был избран депутатом Петроградского Совета, вошёл в состав первого легального Петроградского комитета партии. Получил партбилет за № 1 от Петроградского комитета, выданный 10 марта 1917 года. Также от ПК РСДРП выдвинут в Исполком Петросовета, возглавил рабочую секцию Совета, стал членом комиссии отдела труда Исполкома и членом президиума Совета.
Был делегатом I и III Петроградских общегородских партконференций, на VII (Апрельской) Всероссийской конференции РСДРП(б) вошел в президиум и был избран членом ЦК, делегат VI съезда партии. Выдвинут кандидатом в Учредительное собрание. На I общегородской конференции фабрично-заводских комитетов избран в президиум Центрального совета фабзавкомов Петрограда и стал его председателем.
В дни Октябрьского вооружённого восстания был членом Петроградского Военно-революционного комитета, затем входил в коллегию Наркомата труда, через два месяца назначен помощником народного комиссара. В годы Гражданской войны вёл партийно-политическую работу в качестве начальника политотдела 13-й и 14-й армий Южного фронта.

Памятная доска в Санкт-Петербурге

В декабре 1919 года после освобождения 13-й армией Донбасса назначен председателем Донецкого губернского ВРК в Бахмуте. В начале 1920 года работал заместителем председателя Политотдела Донбасса Магидова в Дебальцево. В марте 1921 года в числе делегатов X съезда РКП(б) принимает участие в подавлении Кронштадтского мятежа.
После окончания Гражданской войны был на ответственной партийной, советской и профсоюзной работе. Примкнул к троцкистам, в 1934 году был исключён из ВКП(б). Работал управляющим Всесоюзного картографического треста. В годы «культа личности» был безосновательно репрессирован: арестован 4 сентября 1936 года, по обвинению в контрреволюционной террористической деятельности 5 октября 1936 года Военной коллегией Верховного суда СССР приговорен к расстрелу и в этот же день расстрелян в Москве. Реабилитирован 28 марта 1959 года определением Военной коллегии Верховного суда СССР.
В 1989 году на одном из домов Каменноостровского проспекта Ленинграда ему была установлена мемориальная доска.

## Семья
- Дочь — Светлана Григорьевна Фёдорова (1929—2011), советский и российский историк, исследователь Русской Америки, работала в Институте этнологии и антропологии РАН.
- Дочь — доктор юридических наук Зоя Григорьевна Крылова (1925—2003), специалист в области гражданского права, жена доктора юридических наук, профессора Вадима Аркадьевича Пертцика.
  - Внуки — доктор юридических наук Владимир Вадимович Крылов (1954—2005), профессор кафедры цивилистики МГУ; Григорий Вадимович Крылов, кандидат юридических наук.